# 愛媛県道298号深浦港線
愛媛県道298号深浦港線（えひめけんどう298ごう ふかうらこうせん）は、愛媛県南宇和郡愛南町を通る一般県道である。

## 概要
南宇和郡愛南町深浦から南宇和郡愛南町垣内に至る。
深浦港と高知県道・愛媛県道7号宿毛城辺線を結ぶ県道。1994年（平成6年）に終点が国道56号との交点から高知県道・愛媛県道7号宿毛城辺線との交点に変更された。

### 路線データ
- 起点：愛媛県南宇和郡愛南町深浦（深浦港）[2]
- 終点：愛媛県南宇和郡愛南町垣内（高知県道・愛媛県道7号宿毛城辺線交点）[2]
- 総延長：1.7 km

## 歴史
- 1958年（昭和33年）6月27日 - 愛媛県告示第566号により、愛媛県道に認定された[1]。
- 1994年（平成6年）4月1日 - 愛媛県告示第503号により、終点が変更された[2]。

## 路線状況

### 交通量
24時間交通量（台）　道路交通センサス
| 区間        | 区間距離 （km） | 平成17（2005）年度 | 平成22（2010）年度 | 平成27（2015）年度 |
| ----------- | --------------- | ------------------ | ------------------ | ------------------ |
| 起点 - 終点 | 1.7             | 986                | 941                | 826                |

- 出典：国土交通省ホームページ「平成22年度全国道路・街路交通情勢調査 一般交通量調査 箇所別基本表（愛媛県）」p.31、「平成27年度全国道路・街路交通情勢調査 一般交通量調査 箇所別基本表（愛媛県）」p.29）

## 地理

### 通過する自治体
- 愛媛県
  - 南宇和郡愛南町

### 交差する道路
| 交差する道路                    | 交差する場所 | 交差する場所 |
| ------------------------------- | ------------ | ------------ |
| 高知県道・愛媛県道7号宿毛城辺線 | 垣内         | 終点         |

### 沿線
| 沿線                  | 所在地         | 所在地 |
| --------------------- | -------------- | ------ |
| 深浦漁港              | 南宇和郡愛南町 | 深浦   |
| 深浦郵便局            | 南宇和郡愛南町 | 深浦   |
| 愛南警察署 深浦駐在所 | 南宇和郡愛南町 | 深浦   |
| 蘇家神社              | 南宇和郡愛南町 | 深浦   |